# بطولة كرة القدم للصم 2012
كانت بطولة كرة القدم للصم لعام 2012 هي النسخة الثانية من المسابقة الدولية لفرق كرة القدم الوطنية للصم للرجال والسيدات. تم تنظيمها من قبل اللجنة الدولية لرياضة الصم (CISS). وقد أقيمت هذه النسخة في أنقرة، تركيا خلال الفترة من 16 ل 28 يوليو 2012. في بطولة الرجال، فازت تركيا للمرة الأولى باللقب بهزيمتها لمصر في المباراة النهائية. حصلت أوكرانيا على الميدالية البرونزية (المركز الثالث) بهزيمتها لروسبا. في بطولة السيدات، فازت الولايات المتحدة باللقب للمرة الأولى بهزيمتها لروسيا في المباراةالنهائية. فيما حصلت ألمانيا على الميدالية البرونزية (المركز الثالث) بهزيمتها لبولندا.

## الدول المشاركة و البطل

### الرجال
- تركيا
- ألمانيا
- روسيا
- إسبانيا
- مصر
- الولايات المتحدة
- تايلاند
- فرنسا
- أوكرانيا
- أوزبكستان
- اليابان
- كوريا الجنوبية
- اليونان
- إيران
- فنزويلا

| 2012 بطل العالم في كرة القدم للصم - رجال |
| ---------------------------------------- |
| · تركيا · للمرة الأولى                   |

### السيدات
- الولايات المتحدة
- روسيا
- اليابان
- بولندا
- ألمانيا

| بطل العالم في كرة القدم للصم 2012 - سيدات |
| ----------------------------------------- |
| · الولايات المتحدة · للمرة الأولى         |